# Landkaartschildpad
De landkaartschildpad (Graptemys geographica) is een schildpad uit de familie moerasschildpadden (Emydidae).

## Naam en indeling
De wetenschappelijke naam van de soort werd voor het eerst voorgesteld door Charles Alexandre Lesueur in 1817. Oorspronkelijk werd de wetenschappelijke naam Testudo geographica gebruikt. De soortaanduiding geographica betekent vrij vertaald 'beschrijving van de Aarde' en slaat op de lijnentekening van het lichaam die doet denken aan een kaart.

## Uiterlijke kenmerken
De maximale carapaxlengte is ongeveer 30 centimeter maar de mannetjes blijven ongeveer zestien cm. Het schild is sterk koepelvormig en is het hoogst net achter het midden. De zijkanten lopen relatief steil af, de wervelschilden zijn breder dan lang. De wervelschilden hebben met name bij de jonge dieren op het midden van de rug een donker uitsteekseltje zodat de middellijn een beetje op een kam lijkt, maar deze is zeer onopvallend. Er zijn elf marginaalschilden of randschilden aanwezig aan iedere zijde en in het midden van de achterzijde van het schild is een ongepaard anaalschild gepositioneerd. Het rugschild heeft een overwegend gele tot lichtbruine kleur. De naam is te danken aan de complexe net-achtige tekening op de rug van jonge en net volwassen exemplaren, die echter vervaagt naarmate de dieren ouder worden.
Het buikschild is goed ontwikkeld en heeft een brede brug naar het rugschild. De voorzijde van het buikschild is iets omhoog gekromd en wordt naar de voorzijde smaller. De plastronformule is als volgt: abd > hum >< gul > < gul >< an >< pect > fem.
De huid is variabel van kleur en kan geel, bruin, grijs of zwart zijn. Op de huid van de nek, poten en flanken zijn gele strepenpatronen aanwezig. De pas uitgekropen juvenielen hebben een schildlengte van ongeveer drie centimeter, het schild is bijna rond van vorm en heeft nog een duidelijke opstaande lengtekiel in het midden die met de jaren vervaagt. De landkaarttekening op zowel het rug- als buikschild steekt zeer duidelijk af in vergelijking met de volwassen exemplaren. Mannetjes verschillen van vrouwtjes, naast dat ze aanmerkelijk kleiner blijven, door de langere en dikkere staart. Een ander verschil zijn de gele 'vrouwenlippen'; de mannetjes hebben zwarte randen aan de bek.

## Levenswijze
Het is een typische moerasbewoner die meestal op een tak of op het land zont maar altijd in de directe nabijheid van water om er snel in te kunnen vluchten bij gevaar. De schildpadden klimmen soms in meerdere lagen op elkaar om te kunnen zonnen. De landkaartschildpad leeft vaak in groepjes rond omgevallen bomen in het water. Het dier is erg schuw; als een enkele schildpad zich verstoord voelt en onderduikt, volgt de rest. De landkaartschildpad foerageert slechts gedurende een korte periode van de dag om zo snel mogelijk weer op te warmen in de zon. Het voedsel bestaat voornamelijk uit dierlijk materiaal zoals tweekleppigen en slakken, maar het menu bestaat voor een groot deel uit kleine ongewervelden zoals insecten en de larven, watermijten en kleine kreeftachtigen. Soms worden (dode) vissen en ook plantaardig materiaal staat op het menu. De landkaartschildpad heeft verschillende vijanden, bijvoorbeeld dieren die de eieren opgraven zoals opossums, wasberen en andere rovende zoogdieren.
De mannetjes achtervolgen de vrouwtjes enige tijd voordat de paring plaatsvindt. Van mei tot juli worden de flesvormige nesten gebouwd, meestal vroeg in de ochtend. Het aantal eieren per nest varieert van negen tot zeventien, er worden twee legsels per seizoen afgezet. De witte eieren hebben een papier-achtige schaal en een ovale vorm, ze zijn ongeveer 35 millimeter lang en 21,5 mm breed. De eieren komen na ongeveer vier maanden uit, bij een temperatuur van ongeveer 25° Celsius komen vooral mannetjes ter wereld, bij een temperatuur van ongeveer 30,5 graden vooral vrouwtjes.

## Verspreiding, habitat en beschermingsstatus

Verspreidingsgebied in het groen.

De soort komt voor in een groot deel van het noorden van Noord-Amerika en leeft in de landen Canada (in de provincies Quebec en Ontario) en in de Verenigde Staten (in de staten Louisiana, Mississippi, New Jersey, North Carolina, Vermont, New York, Pennsylvania, Ohio, West Virginia, Virginia, Tennessee, Georgia, Alabama, Kentucky, Indiana, Illinois, Michigan, Minnesota, Iowa, Missouri, Kansas, Oklahoma, Arkansas, Wisconsin en Maryland)
De habitat bestaat uit grotere, open wateren zoals rivieren en voornamelijk grote meren. Het is een van de weinige soorten die landschapsverandering van de mens plaatselijk kan waarderen; de stuwdammen in de Mississippi zijn een ideaal milieu voor deze schildpad. Over het geheel genomen gaat deze soort echter langzaam in aantal achteruit door de aantasting en aanpassing van het leefgebied, het toerisme en het aanleggen van wegen en spoorlijnen. Ook watervervuiling, die slecht is voor de weekdieren die worden gegeten, heeft een negatieve invloed. Door de internationale natuurbeschermingsorganisatie IUCN is de beschermingsstatus 'veilig' toegewezen (Least Concern of LC).